# Chiesa evangelica metodista in Castro Pretorio
La chiesa evangelica metodista è una chiesa di Roma, nel rione Castro Pretorio, in via XX Settembre. Nella capitale esiste un'altra chiesa evangelica metodista nel rione Ponte.

## Storia
La chiesa metodista sorge sull'area sconvolta dal piano regolatore del 1881, che prevedeva la distruzione di edifici preesistenti lungo la strada Pia e la costruzione di nuovi palazzi lungo quella che oggi è chiamata via XX Settembre. Nel 1884 alcuni edifici sacri furono demoliti, tra cui la chiesa di Santa Teresa e l'annesso monastero delle Carmelitane scalze; e la chiesa dell'Incoronazione e l'annesso monastero delle Carmelitane di Santa Maria Maddalena de' Pazzi. L'anno successivo fu demolita la chiesa di San Caio, attigua al Ministero della Difesa allora in costruzione. Su quest'area sorgerà il palazzo che ospita al suo interno la chiesa metodista di via XX Settembre (all'angolo con la neonata via Firenze).
Dopo l'unità d'Italia e l'annessione di Roma al regno, molte chiese evangeliche protestanti cercarono di insediarsi a Roma: così fecero gli anglicani, i battisti, i luterani, ed anche i metodisti. Il 30 maggio 1891 il reverendo William Burt, responsabile della chiesa metodista in Italia, acquistò il terreno su cui in precedenza sorgeva la chiesa di San Caio e fu dato incarico agli architetti Rodolfo Buti e Carlo Busiri Vici di progettare e costruire il palazzo metodista che, oltre al tempio, doveva ospitare anche la scuola teologica, gli uffici amministrativi, il convitto. La prima pietra del nuovo edificio è posta nel settembre 1893, e due anni dopo il 20 settembre 1895 il palazzo ed il tempio annesso erano ufficialmente inaugurati.

## Descrizione
Esternamente l'edificio si presenta in stile cinquecentesco, in bugnato con alte lesene che interessano tutti i piani, e diverse finestre bifore poste al pianterreno. Il portale d'ingresso, preceduto da un cancello, dà su via XX Settembre ed è sovrastato da un timpano sorretto da colonne.
L'interno del tempio si presenta a pianta rettangolare, con matroneo a ferro di cavallo e soffitto a motivi circolari inseriti in riquadri; esso è inoltre scandito da lesene laterali di stile corinzio che poggiano su un alto basamento, e da finestre bifore a tutto sesto. L'organo a canne è opera di Carlo Vegezzi-Bossi che lo costruì nel 1895; elettrificato nel 1980, dispone di 13 registri su due manuali e pedale.
Nel 1924 fu dato incarico a Paolo Paschetto di decorare le pareti e di realizzare le vetrate interne; queste riprendono temi e simboli cari alla tradizione iconografica cristiana, quali il cristogramma, la colomba, il giglio, l'agnello, la lampada, la palma, il pavone, la nave, ecc. Nel 1930 fu realizzato il pulpito.